# Monety kolekcjonerskie III RP w 2018
W 2018 r. Narodowy Bank Polski wyemitował 22 monety kolekcjonerskie, 15 srebrnych i 6 złotych oraz jedną okolicznościową pięciozłotówkę z okazji 100. rocznicy odzyskania przez Polskę niepodległości.

## Spis monet
| Moneta                                                                           | Nominał      | Stop                    | Średnica (mm) | Masa (g) | Nakład | Data emisji     | Projektant                                 | Wizerunek   |
| -------------------------------------------------------------------------------- | ------------ | ----------------------- | ------------- | -------- | ------ | --------------- | ------------------------------------------ | ----------- |
| Polska Reprezentacja Olimpijska PyeongChang                                      | 10 złotych   | Ag 925                  | 32            | 14,14    | 15 000 | 19 stycznia     | Robert Kotowicz                            | awersrewers |
| Polska Reprezentacja Olimpijska PyeongChang                                      | 200 złotych  | Au 900                  | 27            | 15,5     | 1 500  | 19 stycznia     | Urszula Walerzak                           | awersrewers |
| August Emil Fieldorf „Nil” Seria: Wyklęci przez komunistów żołnierze niezłomni   | 10 złotych   | Ag 925                  | 32            | 14,14    | 15 000 | 23 lutego       | Dobrochna Surajewska                       | awersrewers |
| August Emil Fieldorf „Nil” Seria: Wyklęci przez komunistów żołnierze niezłomni   | 10 złotych   | Tampondruk              |               |          |        |                 |                                            |             |
| 100-lecie czynu zbrojnego Polonii amerykańskiej                                  | 10 złotych   | Ag 925                  | 32            | 14,14    | 15 000 | 12 kwietnia     | Robert Kotowicz                            | awersrewers |
| Fryderyk Skarbek Seria: Wielcy polscy ekonomiści                                 | 10 złotych   | Ag 925                  | 32            | 14,14    | 15 000 | 24 kwietnia     | Sebastian Mikołajczak                      | awersrewers |
| Hodów Seria: Polskie Termopile                                                   | 20 złotych   | Ag 925                  | 38,61         | 28,28    | 21 000 | 5 czerwca       | Urszula Walerzak Dominika Karpińska-Kopiec | awersrewers |
| Henryk Walezy Seria: Skarby Stanisława Augusta                                   | 50 złotych   | Ag 999                  | 45            | 62,20    | 5 500  | 12 lipca        | Robert Kotowicz Anna Wątróbska-Wdowiarska  | awersrewers |
| Henryk Walezy Seria: Skarby Stanisława Augusta                                   | 500 złotych  | Au 999                  | 45            | 62,20    | 600    | 12 lipca        | Robert Kotowicz Anna Wątróbska-Wdowiarska  | awersrewers |
| Boratynka, tymf Jana Kazimierza Seria: Historia Monety Polskiej                  | 20 złotych   | Ag 925                  | 38,61         | 28,28    | 18 000 | 12 lipca        | Dominika Karpińska-Kopiec                  | awersrewers |
| Boratynka, tymf Jana Kazimierza Seria: Historia Monety Polskiej                  | 20 złotych   | Selektywne platerowanie |               |          |        |                 |                                            |             |
| 760-lecie Towarzystwa Strzeleckiego Bractwo Kurkowe w Krakowie                   | 10 złotych   | Ag 925                  | 32            | 14,14    | 15 000 | 9 sierpnia      | Grzegorz Pfeifer                           | awersrewers |
| 760-lecie Towarzystwa Strzeleckiego Bractwo Kurkowe w Krakowie                   | 10 złotych   | Selektywne złocenie     |               |          |        |                 |                                            |             |
| My Polacy dumni i wolni 1918–2018                                                | 10 złotych   | Ag 925                  | 32            | 14,14    | 25 000 | 14 sierpnia     | Robert Kotowicz                            | awersrewers |
| My Polacy dumni i wolni 1918–2018                                                | 10 złotych   | Druk UV, kod 2D         |               |          |        |                 |                                            |             |
| 100-lecie powstania Gimnazjum i Liceum im. Stefana Batorego w Warszawie          | 10 złotych   | Ag 925                  | 32            | 14,14    | 15 000 | 22 sierpnia     | Robert Kotowicz                            | awersrewers |
| 125-lecie działalności Teatru im. Juliusza Słowackiego w Krakowie                | 10 złotych   | Ag 925                  | 40×26         | 14,14    | 15 000 | 6 września      | Dominika Karpińska-Kopiec                  | awersrewers |
| Ignacy Jan Paderewski Seria: Stulecie odzyskania przez Polskę niepodległości     | 10 złotych   | Ag 925                  | 32×22,4       | 14,14    | 20 000 | 30 października | Dobrochna Surajewska                       | awersrewers |
| Ignacy Jan Paderewski Seria: Stulecie odzyskania przez Polskę niepodległości     | 100 złotych  | Au 900                  | 21            | 8        | 2 000  | 30 października | Dobrochna Surajewska                       | awersrewers |
| 100. rocznica odzyskania przez Polskę niepodległości                             | 1 złoty      | Au 999                  | 50            | 62,20    | 1 000  | 7 listopada     | Sebastian Mikołajczak Ewa Tyc-Karpińska    | awersrewers |
| 100. rocznica odzyskania przez Polskę niepodległości                             | 100 złotych  | Ag 999                  | 34            | 217,70   | 1 918  | 7 listopada     | Urszula Walerzak                           | awersrewers |
| 100. rocznica odzyskania przez Polskę niepodległości                             | 2018 złotych | Au 999                  | 27,85         | 217,70   | 100    | 7 listopada     | Urszula Walerzak                           | awersrewers |
| Hieronim Dekutowski „Zapora” Seria: Wyklęci przez komunistów żołnierze niezłomni | 10 złotych   | Ag 925                  | 32            | 14,14    | 15 000 | 5 grudnia       | Dobrochna Surajewska                       | awersrewers |
| Hieronim Dekutowski „Zapora” Seria: Wyklęci przez komunistów żołnierze niezłomni | 10 złotych   | Tampondruk              |               |          |        |                 |                                            |             |
| 100. rocznica wybuchu Powstania Wielkopolskiego                                  | 10 złotych   | Ag 925                  | 32            | 14,14    | 15 000 | 12 grudnia      | Dobrochna Surajewska                       | awersrewers |
| 100. rocznica wybuchu Powstania Wielkopolskiego                                  | 200 złotych  | Au 900                  | 27            | 15,50    | 1 500  | 12 grudnia      | Grzegorz Pfeifer                           | awersrewers |